# Subtração de segmentos

A subtração de dois segmentos AB e CD se faz aplicando o transporte de segmentos formando segmentos consecutivos. Considerando a med(AB)>med(CD) transportamos o segmento AB para um reta r e em seguida de uma das extremidades de A'B', transportamos o segmento CD sobre o A'B', o segmento diferença terá uma extremidade em A' e outra em D'.

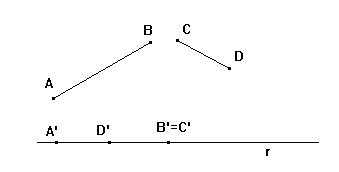
Subtracaosegmentos